# Illizi
Illizi (arabisch اليزي, DMG Illīzī, kabylisch ⵉⵍⵍⵉⵣⵉ Illizi) ist als Kommune mit rund 17.000 Einwohnern Hauptstadt der Provinz Illizi im Südosten Algeriens. Während der französischen Kolonialherrschaft hieß die Stadt Fort-Polignac.

## Illizi heute
Als städtische Siedlung liegt Illizi auf etwa 568 m Meereshِöhe etwa 100 km westlich der Grenze zu Libyen und 1250 km südsüdِöstlich von Algier. Der Südteil des kommunalen Territoriums umfasst das Zentrum des Nationalparks Tassili n'Ajjer, namentlich auch das Tal des Oued Djerat mit den dort gefundenen Felsmalereien. Im Nordteil liegt die Sandwüste des Erg Issaouane. Einige Dünen am nِördlichen Stadtrand überragen die Wohngebiete um mehr als 50 Meter.
Die Kommune besteht neben dem Hauptort Illizi (mit seinen Vororten Sidi Bouslah und Takebalt) noch aus den Ortschaften Afara, Imehrou, Oued Semen (mit der Ortschaft Tanarine), Aharhar, Tarat, Tamadjert und Fadnoune. Illizi besitzt ein Hotel, zwei Campingplätze und mehrere Reiseagenturen.
Verkehrsmäßig wird Illizi von der Nationalstraße 3 erschlossen, die den Nordosten Algeriens bei Constantine mit dem Südosten kurz vor der Grenze zu Niger verbindet und dabei durch den genannten Nationalpark führt. Der Flughafen Illizi Takhamalt liegt im Nordosten an der N3 und ist vom Stadtzentrum aus in 27 km zu erreichen.

Illizi im Jahre 2016

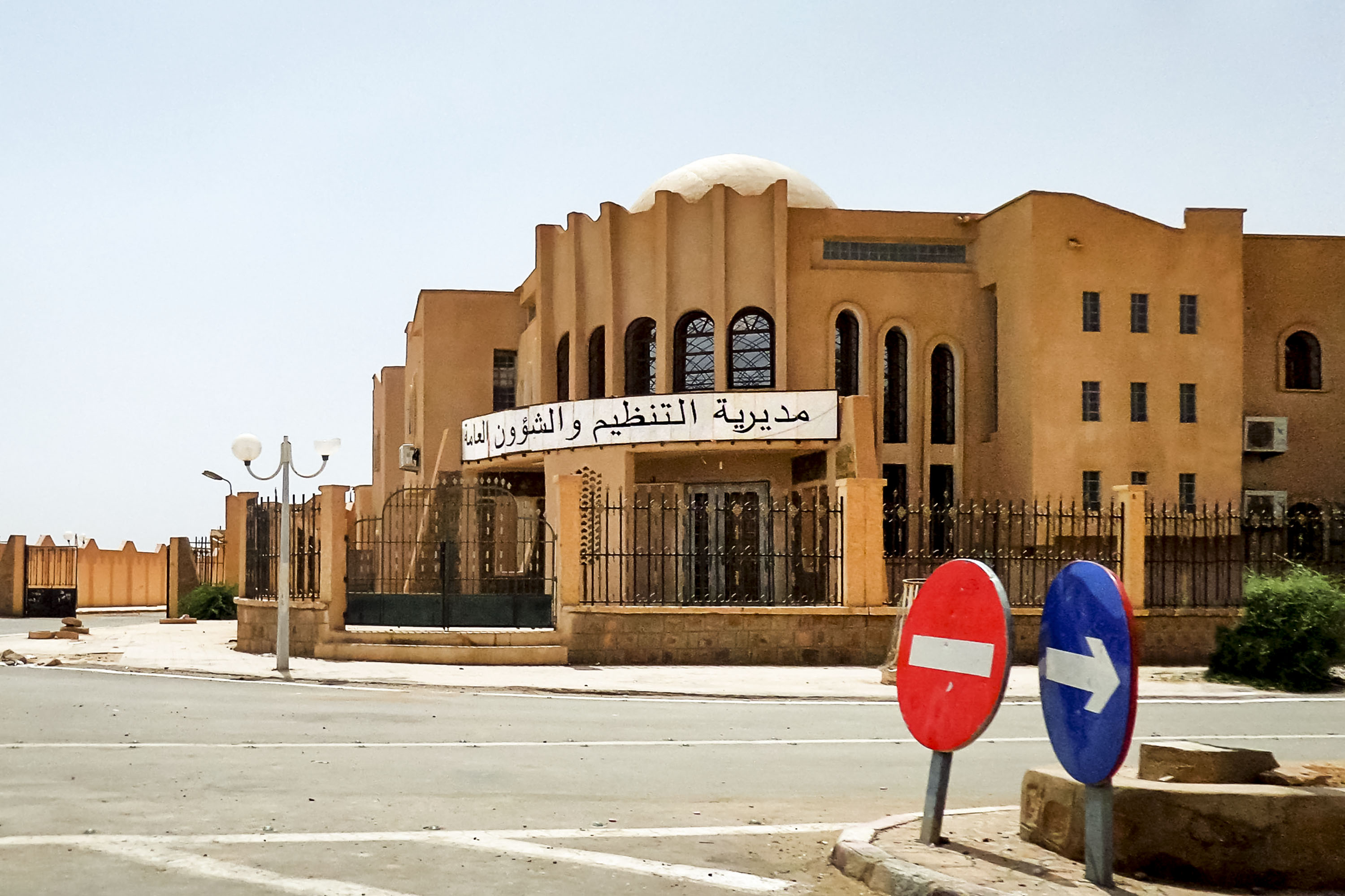
Direktion der öffentlichen Dienste von Illizi
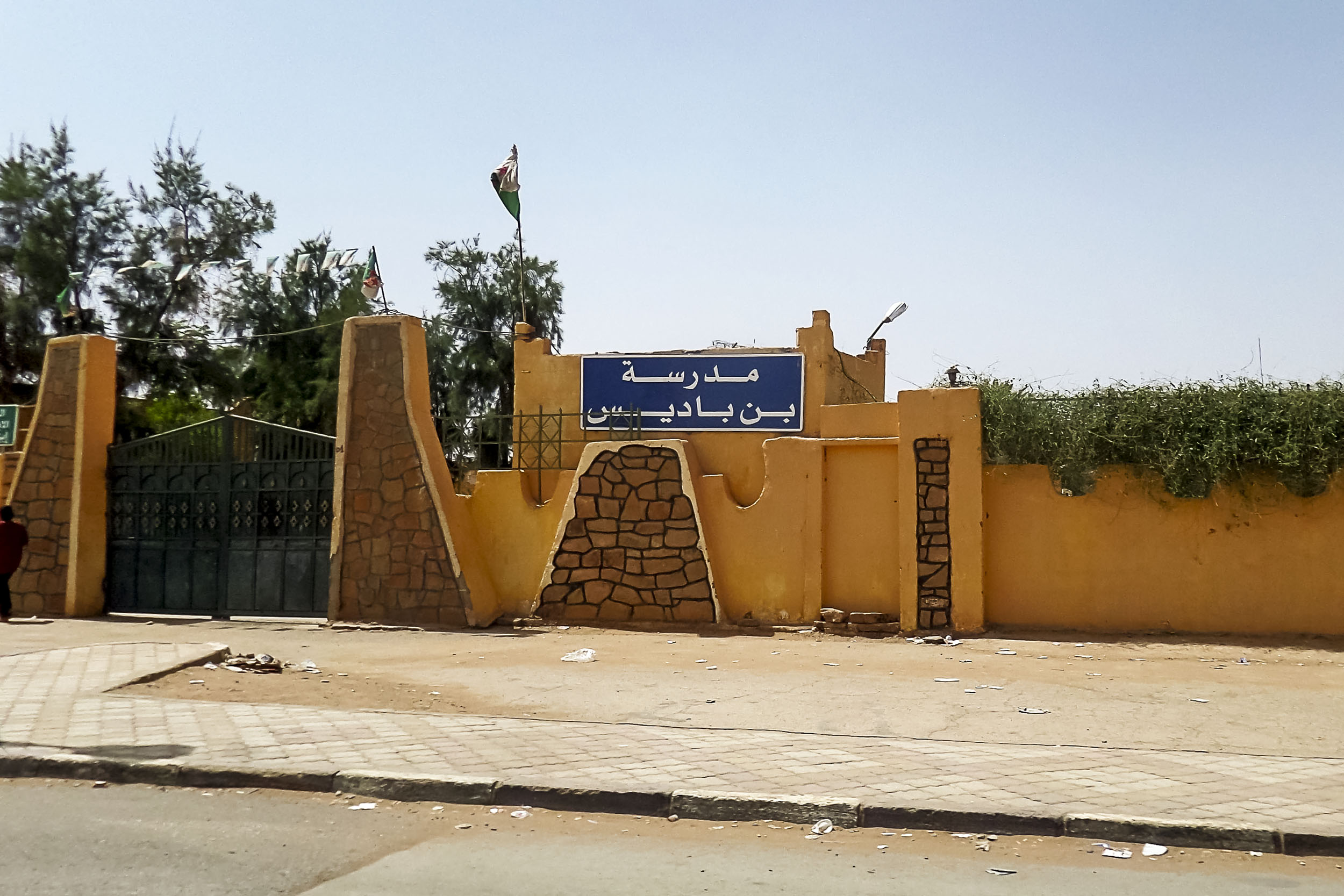
Ibn Badis-Schule, Illizi
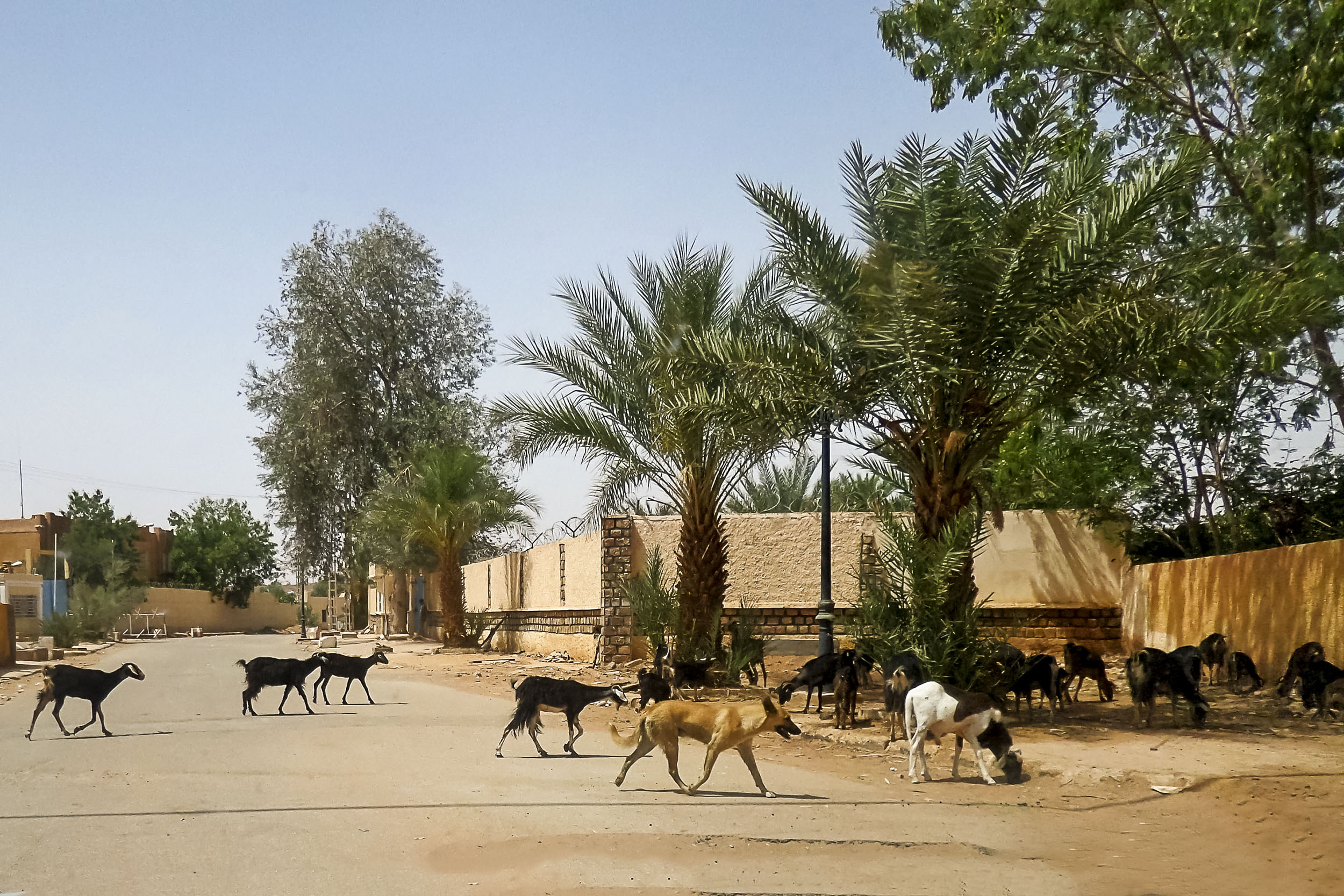
Straßenszene in Wohnquartier, Illizi
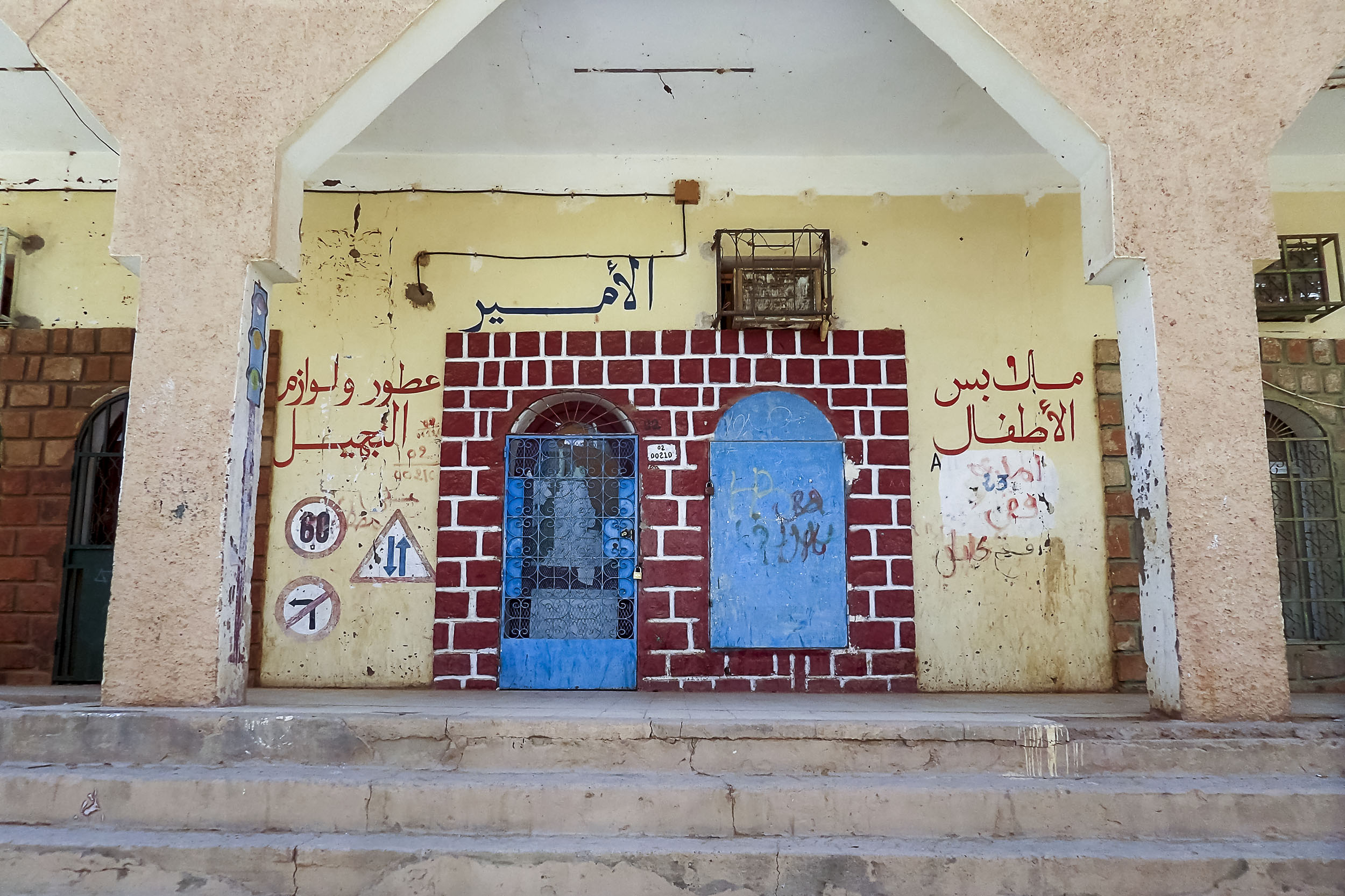
Boutique in Illizi

## Zum Ursprung von Illizi
Im Juli 1903 kam der französische Hauptmann Pein mit einem Trupp in den Oued Ilezi und stellte fest, dass dort ein idealer Ort für einen militärischen Stützpunkt sei: eine gute Wasserstelle mit Wasser in 50–100 cm Tiefe, eine Erhِebung daneben mit sehr guter Verteidigungsposition und Weiden und Holz zur Genüge in der Umgebung.
Im Mai 1908 kam Oberst Laperrine, Kommandant der französischen Saharatruppen, in den Oued Ilezi und bestimmte den genauen Standort des geplanten Forts Polignac auf einem kleinen Felsplateau, einige Meter über dem Flusslauf, und auf dem bereits die Koubba von Si Ali ben Naoui stand. Anschließend wurde mit dem Bau des Forts begonnen. Im September 1909 wurde der Bau vollendet.
Im gleichen Jahr, nach der Fertigstellung, weilte der französische Hauptmann Niéger bei den Kel Iherir-Tuareg im Oued Iherir, 120 km südlich von Illizi. Er versprach der Volksgruppe, dass im folgenden Winter im Oued Ilezi Brunnenbohrungen durchgeführt würden und ihre Volksgruppe dort Wasser- und Landrechte erhalten würde. So wurden Leute der Kel Iherir die ersten Bewohner des Dorfs Fort-Polignac.
1957 zählte Fort-Polignac etwa 1000 Einwohner. 1998 zählte der Ort, der nun Illizi hieß, 5640 Einwohner.

Illizi im Jahre 1991

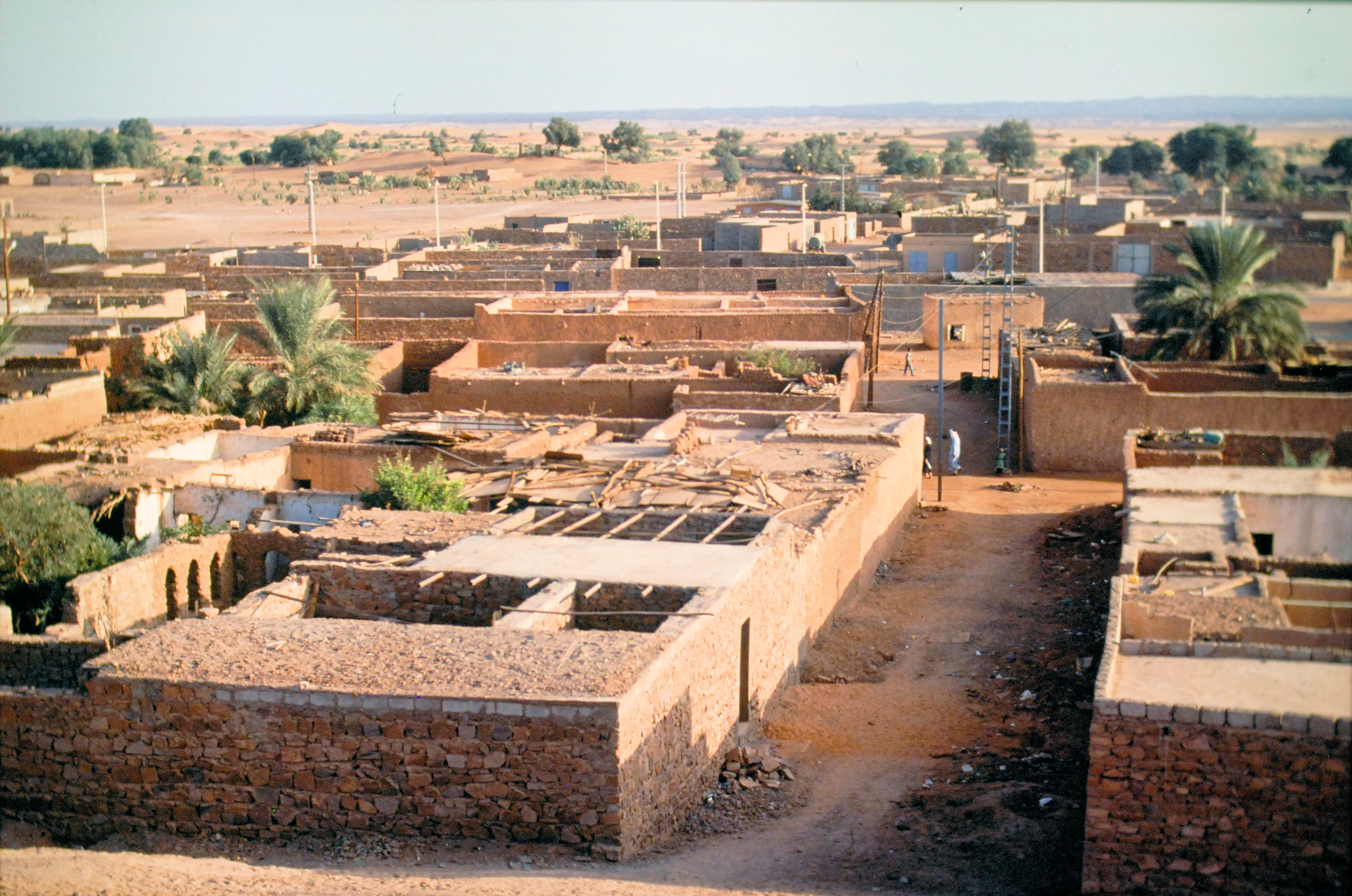
Wohnquartier von Ilizi
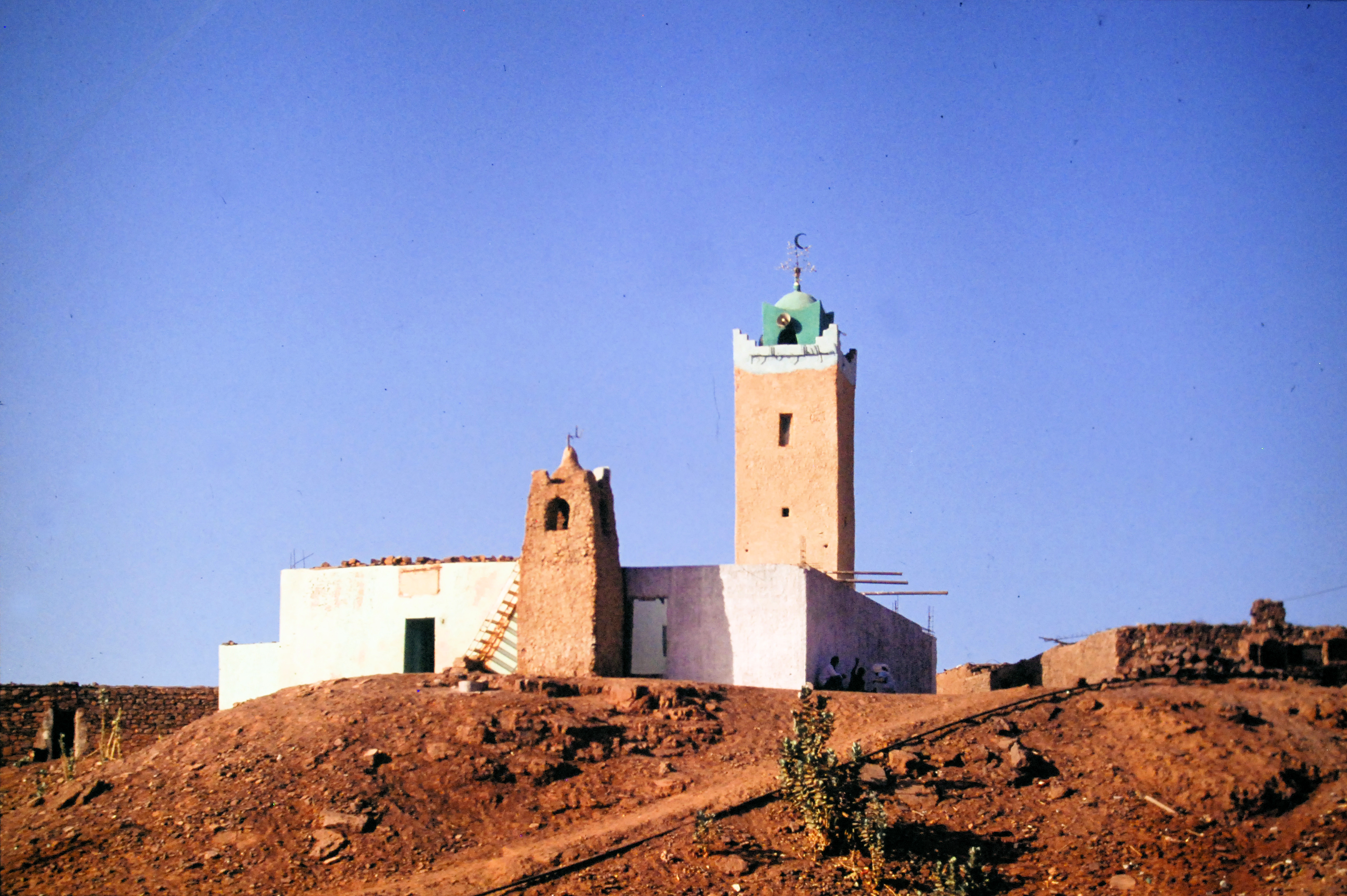
Kleine Moschee am Nordrand von Illizi
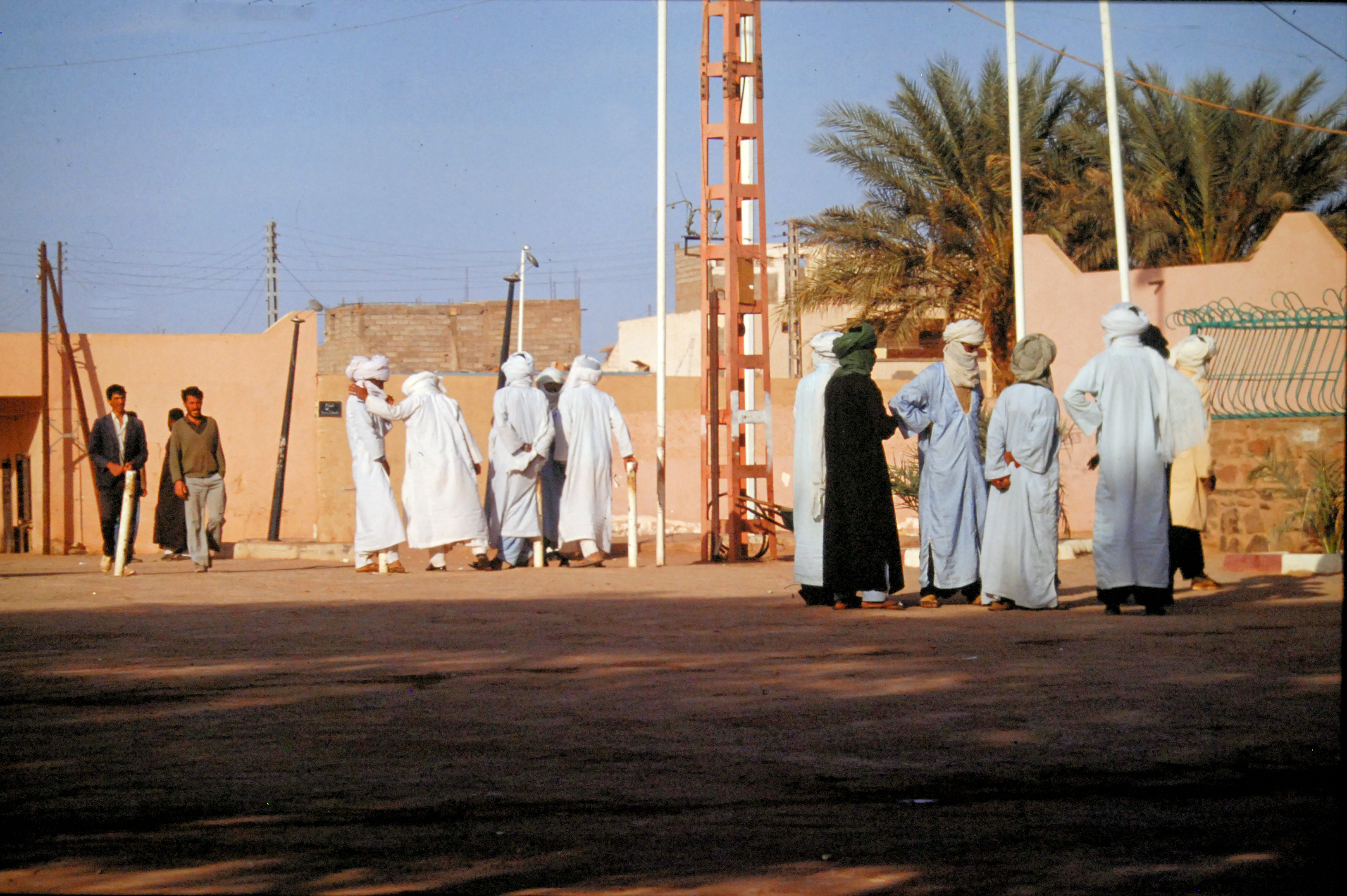
Straßenszene im Zentrum von Illizi